# Tehov (ort i Tjeckien, lat 49,97, long 14,69)
Tehov är en ort i Tjeckien.   Den ligger i regionen Mellersta Böhmen, i den centrala delen av landet, 23 km sydost om huvudstaden Prag. Tehov ligger 442 meter över havet och antalet invånare är 405.
Terrängen runt Tehov är lite kuperad. Runt Tehov är det ganska tätbefolkat, med 58 invånare per kvadratkilometer. Närmaste större samhälle är Černý Most, 16,9 km nordväst om Tehov. I omgivningarna runt Tehov växer i huvudsak blandskog.